# Spitz giapponese
Lo Japanese Spitz (日本スピッツ?, Nihon Supittsu)  o Spitz giapponese è una razza di cane da piccola a media taglia del tipo Spitz.

## Storia
Lo Spitz giapponese è un cane da compagnia ed un animale domestico. Esistono diversi standard in tutto il mondo per quanto riguarda la taglia ideale della razza, ma sono sempre più grandi dei loro cugini più piccoli, il Pomerania.. Sono stati sviluppati in Giappone negli anni '20 e '30 allevando insieme un certo numero di altre razze di cani di tipo Spitz.  
Sono riconosciuti dalla stragrande maggioranza dei principali club di canile, ad eccezione dell'American Kennel Club per il suo aspetto simile al Pomerania bianco, all'American Eskimo Dog e al Samoiedo. 
Sebbene siano una razza relativamente nuova, stanno diventando molto popolari grazie al loro temperamento favorevole e ad altre caratteristiche.
La principale preoccupazione per la salute è la lussazione della rotula e una preoccupazione ricorrente minore è che la razza può essere soggetta a occhi che colano. Possono agire come cani da guardia affidabili, ma sono un tipo di cane da compagnia e preferiscono essere una parte attiva della famiglia.
Sebbene possano sembrare soffici, sono una razza a bassa manutenzione poiché lo sporco non si attacca al mantello.